# Ханнус, Арья
Арья Ханнус (швед. Arja Hannus; 1960, Онге) — шведская ориентировщица, единственная женщина, которой удалось выиграть одновременно чемпионат мира по ориентированию бегом и чемпионат мира по спортивному ориентированию на лыжах.

## Ориентирование бегом
Арья Ханнус выиграла индивидуальную гонку на чемпионате мира во Франции в 1987 году.
Она также три раза (в 1981, 1989 и 1991 годах) становилась чемпионкой мира в эстафете в составе женской сборной команды Швеции. В 1987 году в составе эстафетной команды стала серебряным призером.

## Ориентирование на лыжах
Арья, вероятно, является единственной женщиной, которой удалось стать чемпионкой мира как по ориентированию бегом, так и по ориентированию на лыжах. Отметим, что последний раз она поднималась на высшую ступень чемпионатов мира по спортивному ориентированию на лыжах в Красноярске в 2000 году, когда ей было уже 40 лет.